# Raʾīs
Il termine Raʾīs (alternativamente scritto anche Raïs, Rais, Raìs, Raiss, Raìss o Reis) è una parola di origine araba (in arabo رئیس‎?) che si può tradurre con capo o presidente, usata come titolo dai governanti degli stati mediorientali  e in Asia meridionale.
Per esempio viene o veniva usata per indicare:
- un alto dignitario dell'impero ottomano (ad esempio: Reis-effendi, Ministro degli affari esteri);
- un capo politico o una persona con ruoli di comando (per antonomasia, il Raʾīs è il titolo del Presidente dell'Egitto);
- il capo responsabile di una tonnara, più propriamente chiamato ras;
- il capo di una banda criminale.

In amarico il Ras (che prende origine dalla medesima radice semitica triconsonantica <r-ʾ-s>) è l'esponente di maggior rilevanza politica e militare di una regione, sottoposto in epoca imperiale al solo Negus neghesti.
Al giorno d'oggi la parola viene usata comunemente da commentatori e giornalisti per riferirsi a capi politici della zona del Maghreb e del Medio Oriente nell'accezione di autoritari e/o dittatori, come per esempio Saddam Hussein, Muʿammar Gheddafi, Abdelaziz Bouteflika, Abdel Fattah al-Sisi e Bashar al-Assad.